# Clifford B. Frith
Clifford Brodie Frith (* 20. September 1949 in Croydon, Surrey, England) ist ein australischer Ornithologe und Naturfotograf britischer Herkunft.

## Leben
Frith ist ein selbstständiger, unabhängiger zoologischer Forscher, Berater, Naturbuchautor, Fotograf und Verleger. Seine frühen ornithologischen Stationen waren der Taronga Zoo in Sydney, das Natural History Museum in London sowie die Forschungsstation der Royal Society auf dem Albabra-Atoll im Indischen Ozean, wo er seine zukünftige Frau Dawn Whyatt Frith (* 1943) kennenlernte, die 1974 eine vierjährige Stelle als leitende Biologin und Beraterin am Phuket Marine Biological Center in Südthailand antrat. Im Oktober 1975 heirateten sie in Bangkok. Im Dezember 1977 zogen die Friths in den tropischen Norden von Queensland, um Langzeitstudien über Laubenvögel, Paradiesvögel und andere im Regenwald vorkommende Vogelarten durchzuführen. Ihre Studien im tropischen Osten Australiens und im Hochland von Papua-Neuguinea waren die ersten – und oft einzigen – Berichte über die Nistbiologie und das Verhalten dieser Arten. Gemeinsam veröffentlichten sie mehr als 50 umfangreiche wissenschaftliche Arbeiten in internationalen populärwissenschaftlichen Zeitschriften, darunter in Geo, Wildlife Australia, dem Australia Natural History Magazine, Birds International sowie in verschiedenen wissenschaftlichen Journalen, und verfassten eine Reihe populärwissenschaftlicher Bücher über die Fauna von Nord-Queensland. Gemeinsam wurden sie 1996 mit der D. L. Serventy-Medaille von Birds Australia ausgezeichnet.
Ihre Studien finanzierten die Friths größtenteils selbst durch die Einnahmen aus ihrer eigenen Fotografie- und Verlagspartnerschaft, die sie 1984 unter dem Namen Tropical Australia Graphics gründeten. Bald darauf wurde der Verlag in Frith & Frith Books unbenannt. Frith war als wissenschaftlicher Berater an den Dokumentationsformaten Nova und Natural World beteiligt. Er hat viel Erfahrung mit persönlichen Präsentationen sowohl auf populärer als auch auf wissenschaftlicher Ebene und war auch ein spezialisierter ornithologischer Gastdozent bei Fachreisen in das Hochland von Neuguinea. Frith führt auch ökologische und avifaunistische Erhebungen für verschiedene Umweltbehörden im tropischen Nord-Queensland, durch. Von 2003 bis 2007 war Frith Honorar-Buchrezensionsredakteur bei der Zeitschrift Emu – Austral Ornithology, dem internationalen, peer-reviewed Fachjournal der Royal Australasian Ornithologists Union, das beim Verlag der Commonwealth Scientific and Industrial Research Organisation (CSIRO), Canberra, herausgegeben wird. Er war als Honorar-Forschungsmitarbeiter am Queensland Museum tätig und arbeitete für BBC Wildlife und für die Initiative Wild Conservation des WWF.
Frith wurde im April 2002 mit der Dissertation Evolutionary studies of bowerbirds and birds of paradise: affinities and divergence zum Ph.D. an der Griffith University promoviert.
2006 verfassten die Friths die Kapitel über die Paradiesvögel und Laubvögel im siebenten Band des Handbook of Australian, New Zealand & Antarctic Birds von P. J. Higgins, J. M. Peter und S. J. Cowling. 2009 steuerten sie die Kapitel über die Paradiesvögel und die Laubenvögel im vierzehnten Band des Handbook of the Birds of the World bei.
Frith wurde dreimal mit dem Whitley Award der Royal Zoological Society of New South Wales ausgezeichnet: 2008 für das Buch Bowerbirds: Nature, Art & History, 2011 für Birds of Paradise: Nature, Art & History und 2014 für The Woodhen – A Flightless Island Bird Defying Extinction, ein Standardwerk über die Waldralle von der Lord-Howe-Insel. 2021 wurde das Ehepaar Frith zum Member of the Order of Australia (OAM) ernannt.

## Schriften (Auswahl)
- Ornithological Literature of the Papuan Subregion 1915 to 1976: An Annotated Bibliography, 1979
- mit Dawn W. Frith: Australian Tropical Rainforest Life, 1983
- mit Dawn W. Frith: Australian Tropical Birds, 1985
- mit Dawn W. Frith: A Walk in the Rainforest, 1985
- Garden Birds Attracting Birds to Australian and New Zealand Gardens, 1985
- mit Dawn W. Frith: Australian Tropical Reef Life, 1987
- mit Dawn W. Frith: Australian Tropical Reptiles and Frogs, 1987
- mit Peter Valentine und Dawn W. Frith: Australian Tropical Butterflies, 1988
- mit Dawn W. Frith: Australia’s Wet Tropics Rainforest Life, 1992
- mit Dawn W. Frith: Cape York Peninsula – A Natural History, 1995
- mit Bruce M. Beehler und William T. Cooper (Illustrator): Bird Families of the World: The Birds of Paradise, 1998
- mit Dawn W. Frith: Bird Families of the World: The Bowerbirds, 2004
- mit Dawn W. Frith: Bowerbirds: Nature, Art and History, 2008
- mit Dawn W. Frith: Birds of Paradise: Nature, Art and History, 2010
- The Woodhen – A Flightless Island Bird Defying Extinction, 2013
- Charles Darwin’s Life With Birds: His Complete Ornithology, 2016